# Städte und Landschaften (Brockhaus)
Städte und Landschaften war eine in der DDR erschienene monografische Publikationsreihe im Verlag des VEB Bibliographisches Institut Leipzig, der ab 1964 als VEB F. A. Brockhaus Verlag Leipzig fortgeführt wurde. Die Reihe wurde nach 1968 nicht mehr fortgesetzt.
Es handelte sich in der Regel um ca. 80-seitige Hefte mit Klebebindung und Schutzumschlag im Format 11 cm × 18 cm, die für 2 DDR-Mark gehandelt wurden. Den Druck der Hefte übernahm der VEB Vereinigte Druckereien Magdeburg, wobei kein hochwertiges Papier verwendet wurde. Lediglich die in den Heften enthaltenen Fotos wurden auf Qualitätspapier gedruckt.
Der inhaltliche Aufbau der einzelnen Hefte war ähnlich, aber nicht identisch. Anders als im Reihentitel angegeben, wurden nicht nur Städte, sondern auch Dörfer vorgestellt.
Die Auflage der Hefte schwankte zwischen 5.000 und 10.000 Exemplaren.
Die Gestaltung der Schutzumschläge der Hefte übernahm meist Rudolf Uhlisch. Textillustrator war u. a. Klaus Gürgens aus Mylau. Als Fotografen waren beispielsweise Christoph Georgi aus Schneeberg (Erzgebirge), Wilhelm Schiefer aus Ehrenfriedersdorf, Walter Reichel aus Annaberg-Buchholz und die Deutsche Fotothek in Dresden beteiligt.

## Ausgaben
- Heft 1: Oberhof, 2., verbess. Aufl. 1964 (11.–20. Tsd.)
- Heft 2: Tambach-Dietharz – Georgenthal
- Heft 3: Stützerbach – Schmiedefeld am Rennsteig
- Heft 4: Blankenburg am Harz – Regenstein – Rübelander Höhlen
- Heft 5: Friedrichroda – Tabarz – Finsterbergen – Waltershausen
- Heft 6: Helmut Fränzel, Kurt Burk und Hans Joachim Schwark: Moritzburg, 1964
- Heft 7: Ilmenau – Elgersburg – Manebach
- Heft 8: Spreewald, 1961
- Heft 9: Hans Kugler: Unstruttal. Von Naumburg bis zur Sachsenburger Pforte, 1960; 2., überarb. Aufl. 1963 (6.–10. Tsd.)
- Heft 10: Am Stausee von Hohenwarte
- Heft 11: Arendsee und Altmarkland
- Heft 12: Rund um Masserberg
- Heft 13: Willy Hörning: Greifensteingebiet, 1961
- Heft 18: Hans Forster: Annaberg-Buchholz und das Obererzgebirge, 1962
- Heft 20: Kurt Kretschmann und Kurt Steinberg: Der Scharmützelsee und Bad Saarow-Pieskow, 1964
- Heft 21: Johannes Jaeger: Oberes Vogtland, 1964
- Heft 22: Ernst Hobusch: Müritz-Seen-Park, 1964
- Heft 24: Hans Forster: Lausitzer Bergland, 1964
- Heft 26: Christian Maul: Osterzgebirge, 1968